# NGC 5720
NGC 5720 (другие обозначения — UGC 9439, MCG 9-24-25, ZWG 273.17, PGC 52328) — спиральная галактика (Sb) в созвездии Волопас.
Этот объект входит в число перечисленных в оригинальной редакции «Нового общего каталога».